# Leandro Barbosa
Pour les articles homonymes, voir Barbosa.
Leandro Barbosa, né le 28 novembre 1982 à São Paulo, est un joueur puis entraîneur brésilien de basket-ball. Pendant sa carrière, il évolue au poste d'arrière. Il a évolué au sein de la National Basketball Association (NBA), ainsi que dans le championnat brésilien, tout en représentant l'équipe nationale du Brésil à de nombreuses compétitions.
Lors de son passage au sein de la NBA, il remporte individuellement le titre de NBA Sixth Man of the Year (meilleur sixième homme) avec les Suns de Phoenix en 2007, et sur le plan collectif, il fait partie de l'équipe des Warriors de Golden State, sacrée championne NBA en 2015.

## Carrière professionnelle
Barbosa a été choisi en 28e position dans la draft 2003 de la NBA par les Spurs de San Antonio; ses droits ont été ensuite transférés aux Suns de Phoenix. Il détient le record de la franchise pour le nombre de points marqués dans un match par un rookie pour son premier match dans le cinq majeur avec 27 points face aux Bulls de Chicago le 5 janvier 2004. Sa moyenne à trois points était de 41,8 % fin avril 2007.
Dit aussi Leandrinho, Little Leandro, Speedy Gonzalez, son surnom en NBA est « Brazilian Blur » (le flou brésilien). Avec 18,1 points, 4 passes et 2,7 rebonds en 32 minutes, remplaçant à 62 reprises, il a été récompensé par le titre de meilleur sixième homme de la saison 2006-2007.
Le 14 juillet 2010, il est envoyé aux Raptors de Toronto avec Dwayne Jones en échange de Hedo Türkoğlu.
Le 18 août 2011, Barbosa signe avec le club de Flamengo Basketball au Brésil durant le NBA lockout de 2011. Son contrat prend en compte une clause de retour en NBA à la fin du lockout. En décembre 2011, il rejoint les Raptors de Toronto.
Le 15 mars 2012, il est envoyé aux Pacers de l'indiana contre de l'argent et un second tour de draft 2012. Avec son aide, l'équipe arrive à se qualifier jusqu'en demi-finale de conférence, où ils sont éliminés par le Heat de Miami.
Le 18 octobre 2012, il signe aux Celtics de Boston. Le 12 février 2013, après un match contre les Bobcats de Charlotte, il se blesse au genou gauche ce qui met un terme à sa saison. Il est le troisième membre des Celtics à être indisponible pour le reste de la saison, rejoignant Rajon Rondo et Jared Sullinger.
Le 21 février 2013, il est transféré avec Jason Collins contre Jordan Crawford aux Wizards de Washington. Bien qu'il soit dans l'équipe, il n'a jamais joué pour les Wizards cette saison.
Le 19 novembre 2013, Barbosa signe avec le club d'Esporte Clube Pinheiros au Brésil pour la saison 2013-2014. Durant cette saison, il tourne à plus de 20 points, 3 rebonds et 3 passes par match. En janvier 2014, il retourne aux États-Unis pour jouer en NBA.
Le 8 janvier 2014, il signe un contrat de dix jours avec les Suns de Phoenix. Le 18 janvier, il signe un second contrat de dix jours. Le 28 janvier, il est conservé pour le reste de la saison à la suite de bonnes performances. Malheureusement, le 4 mars, il se fracture la main droite, l'obligeant à manquer la fin de saison.
Le 10 septembre 2014, Barbosa signe avec les Warriors de Golden State grâce à ses bonnes performances lors de la Coupe du monde 2014. Le 30 décembre 2014, il établit son record de points de la saison avec 17 unités lors de la victoire des siens contre les 76ers de Philadelphie. Il remporte son tout premier titre NBA avec les Warriors, en Finales NBA 2015, contre les Cavaliers de Cleveland.
Le 6 juillet 2015, il prolonge son contrat avec les Warriors d'un an et 2,5 millions de dollars. Il participe à la réussite de l'équipe pour réaliser la meilleure saison régulière de toute l'histoire de la ligue, avec 73 victoires pour 9 défaites. Les Warriors sont favoris pour remporter à nouveau le titre. Durant les Finales NBA 2016, face aux Cavaliers, l'équipe n'est plus qu'à une victoire du titre, menant la série 3-1. Cependant, ils vont finir par perdre la série sur le score de 4-3 face à la franchise de LeBron James, réalisant un exploit.
Le 19 juillet 2016, Leandro signe un contrat de 8 millions de dollars sur 2 ans avec le Suns de Phoenix. Le 28 décembre 2016, dans une défaite face aux Spurs de San Antonio, Barbosa joue son 517e match avec les Suns, devenant le 10e joueur ayant joué le plus de matchs avec la franchise. Le 3 mars 2017, il fait sa 544e apparitions pour passer 9e au classement. Cependant, le 3 juillet 2017, il est coupé par les Suns.
En novembre 2017, Barbosa retourne jouer dans le championnat brésilien, avec le club de Franca São Paulo. Puis en décembre 2018, il s'engage avec le Minas Tênis Clube, où il sera même le meilleur marqueur de la saison 2019-2020, avec 20,1 points, interrompue par la pandémie de COVID-19.
Le 14 septembre 2020 Barbosa annonce sa retraite professionnelle et prend place au sein de l'encadrement technique de son ancienne franchise, avec laquelle il a remporté un titre NBA, les Warriors de Golden State.

## Clubs successifs
- 1999-2001 :  Palmeiras.
- 2001-2003 :  Bauru Tilibra.
- 2003-2010 :  Suns de Phoenix.
- 2010-2012 :  Raptors de Toronto.
- 2012 :  Pacers de l'Indiana.
- 2012-Fév.2013 :  Celtics de Boston.
- Fév.2013-2013 :  Wizards de Washington.
- 2013-2014 :  Esporte Clube Pinheiros.
- Jan.2014-2014 :  Suns de Phoenix.
- 2014-2016 :  Warriors de Golden State.
- 2016-2017:  Suns de Phoenix.
- 2017-2018 :  Franca São Paulo.
- 2018-2020 :  Minas Tênis Clube.

## Palmarès

### En sélection nationale
- Championnat FIBA des Amériques en 2005.
- Championnat FIBA des Amériques en 2009.

### En club
- Champion NBA avec les Warriors de Golden State en 2015.
- 5 fois champion de la Division Pacifique en 2005, 2006 et 2007 avec les Suns de Phoenix, puis en 2015 et 2016 avec les Warriors de Golden State.

### Distinctions individuelles
- NBA Sixth Man of the Year en 2007.

## Statistiques

### NBA

#### Saison régulière
| Champion NBA | Sixième homme de l'année |

| Saison    | Équipe       | Matchs | Titul. | Min./m | % Tir | % 3pts | % LF | Rbds/m. | Pass/m. | Int/m. | Ctr/m. | Pts/m. |
| --------- | ------------ | ------ | ------ | ------ | ----- | ------ | ---- | ------- | ------- | ------ | ------ | ------ |
| 2003-2004 | Phoenix      | 70     | 46     | 21.4   | .447  | .395   | .770 | 1.8     | 2.4     | 1.3    | .1     | 7.9    |
| 2004-2005 | Phoenix      | 63     | 6      | 17.3   | .475  | .367   | .797 | 2.1     | 2.0     | .5     | .1     | 7.0    |
| 2005-2006 | Phoenix      | 57     | 11     | 27.9   | .481  | .444   | .755 | 2.6     | 2.8     | .8     | .1     | 13.1   |
| 2006-2007 | Phoenix      | 80     | 18     | 32.7   | .476  | .434   | .845 | 2.7     | 4.0     | 1.2    | .2     | 18.1   |
| 2007-2008 | Phoenix      | 82     | 12     | 29.5   | .462  | .389   | .822 | 2.8     | 2.6     | .9     | .2     | 15.6   |
| 2008-2009 | Phoenix      | 70     | 11     | 24.4   | .482  | .375   | .881 | 2.6     | 2.3     | 1.2    | .1     | 14.2   |
| 2009-2010 | Phoenix      | 44     | 5      | 17.9   | .425  | .324   | .877 | 1.6     | 1.5     | .5     | .3     | 9.5    |
| 2010-2011 | Toronto      | 58     | 0      | 24.1   | .450  | .338   | .796 | 1.7     | 2.1     | .9     | .1     | 13.3   |
| 2011-2012 | Toronto      | 42     | 0      | 22.5   | .436  | .360   | .835 | 1.9     | 1.5     | .9     | .2     | 12.2   |
| 2011-2012 | Indiana      | 22     | 0      | 19.8   | .399  | .424   | .758 | 2.2     | 1.5     | .9     | .0     | 8.9    |
| 2012-2013 | Boston       | 41     | 2      | 12.5   | .430  | .383   | .756 | 1.1     | 1.4     | .4     | .1     | 5.2    |
| 2013-2014 | Phoenix      | 20     | 0      | 18.4   | .427  | .280   | .795 | 1.9     | 1.6     | .4     | .2     | 7.5    |
| 2014-2015 | Golden State | 66     | 1      | 14.9   | .474  | .384   | .784 | 1.4     | 1.5     | .6     | .1     | 7.1    |
| 2015-2016 | Golden State | 68     | 0      | 15.9   | .462  | .355   | .839 | 1.7     | 1.2     | .6     | .1     | 6.4    |
| 2016-2017 | Phoenix      | 67     | 0      | 14.4   | .439  | .357   | .889 | 1.6     | 1.2     | .5     | .1     | 6.3    |
| Carrière  | Carrière     | 850    | 112    | 21.6   | .459  | .387   | .821 | 2.0     | 2.1     | .8     | .1     | 10.6   |

#### Playoffs
| Saison   | Équipe       | Matchs | Titul. | Min./m | % Tir | % 3pts | % LF | Rbds/m. | Pass/m. | Int/m. | Ctr/m. | Pts/m. |
| -------- | ------------ | ------ | ------ | ------ | ----- | ------ | ---- | ------- | ------- | ------ | ------ | ------ |
| 2005     | Phoenix      | 12     | 0      | 9.7    | .343  | .400   | .500 | 1.4     | 1.0     | .3     | .0     | 2.5    |
| 2006     | Phoenix      | 20     | 3      | 31.6   | .470  | .391   | .862 | 1.6     | 2.7     | .8     | .2     | 14.2   |
| 2007     | Phoenix      | 11     | 1      | 31.7   | .405  | .305   | .718 | 3.5     | 2.2     | 1.1    | .2     | 15.8   |
| 2008     | Phoenix      | 5      | 1      | 28.6   | .345  | .222   | .909 | 4.0     | 1.8     | .6     | .0     | 10.4   |
| 2010     | Phoenix      | 16     | 0      | 15.6   | .417  | .343   | .708 | 1.3     | 1.3     | .3     | .1     | 7.2    |
| 2012     | Indiana      | 11     | 0      | 20.3   | .370  | .150   | .500 | 2.2     | 1.3     | .5     | .1     | 5.7    |
| 2015     | Golden State | 21     | 0      | 10.9   | .443  | .348   | .818 | 1.3     | 0.9     | .3     | .0     | 5.0    |
| 2016     | Golden State | 23     | 0      | 11.0   | .580  | .393   | .762 | 1.2     | .7      | .5     | .0     | 5.6    |
| Carrière | Carrière     | 119    | 5      | 18.5   | .437  | .332   | .770 | 1.7     | 1.4     | .5     | .1     | 8.0    |

### Sélection nationale
| Année    | Compétition        | Matchs | Min./m | % Tir | % 3pts | % LF  | Rbds/m. | Pass/m. | Int/m. | Ctr/m. | Pas/m. |
| -------- | ------------------ | ------ | ------ | ----- | ------ | ----- | ------- | ------- | ------ | ------ | ------ |
| 2002     | Coupe du Monde     | 4      | 29.4   | .231  | .333   | 1.000 | 1.2     | 1.2     | 0.5    | 0.0    | 2.2    |
| 2003     | Jeux panaméricains | 8      | 17.4   | .545  | .391   | .808  | 1.9     | 0.9     | 0.5    | 0.0    | 12.0   |
| 2005     | Copa América       | 9      | 35.4   | .515  | .426   | .758  | 4.7     | 4.2     | 2.2    | 0.1    | 21.2   |
| 2006     | Coupe du Monde     | 5      | 29.4   | .436  | .176   | .517  | 1.0     | 2.8     | 1.8    | 0.0    | 13.2   |
| 2007     | Copa América       | 10     | 32.0   | .447  | .377   | .797  | 1.5     | 2.8     | 1.0    | 0.1    | 21.8   |
| 2009     | Copa América       | 8      | 32.9   | .558  | .295   | .688  | 2.2     | 1.9     | 1.1    | 0.0    | 21.1   |
| 2010     | Coupe du Monde     | 6      | 29.0   | .457  | .333   | .812  | 3.0     | 1.5     | 2.0    | 0.0    | 16.2   |
| 2011     | Copa América       | 3      | 26.3   | .500  | .300   | .667  | 4.3     | 4.0     | 0.6    | 0.0    | 17.0   |
| 2012     | Jeux Olympiques    | 6      | 25.5   | .487  | .400   | .688  | 2.2     | 0.3     | 0.5    | 0.2    | 16.2   |
| 2014     | Coupe du Monde     | 7      | 23.9   | .500  | .429   | .714  | 1.1     | 1.1     | 1.6    | 0.1    | 11.9   |
| 2016     | Jeux Olympiques    | 5      | 26.2   | .393  | .143   | .800  | 2.6     | 2.0     | 1.4    | 0.0    | 11.8   |
| 2019     | Coupe du Monde     | 5      | 22.4   | .436  | .364   | .842  | 1.6     | 2.2     | 0.6    | 0.2    | 13.6   |
| Carrière | Carrière           | 76     | 26.1   | .463  | .323   | .735  | 1.8     | 1.9     | 1.2    | 0.1    | 15.3   |

## Records sur une rencontre en NBA
Les records personnels de Leandro Barbosa en NBA sont les suivants, :
| Type de statistique        | Saison régulière | Saison régulière        | Saison régulière | Playoffs | Playoffs                    | Playoffs      |
| Type de statistique        | Record           | Adversaire              | Date             | Record   | Adversaire                  | Date          |
| -------------------------- | ---------------- | ----------------------- | ---------------- | -------- | --------------------------- | ------------- |
| Points                     | 41               | Thunder d'Oklahoma City | 20 février 2009  | 26       | 3 fois                      | 3 fois        |
| Paniers marqués            | 16               | Thunder d'Oklahoma City | 20 février 2009  | 11       | Lakers de Los Angeles       | 24 avril 2007 |
| Paniers tentés             | 26               | @ Magic d'Orlando       | 10 novembre 2007 | 22       | Lakers de Los Angeles       | 22 avril 2007 |
| Paniers à 3 points réussis | 8                | @ Magic d'Orlando       | 10 novembre 2007 | 5        | @ Lakers de Los Angeles     | 26 avril 2007 |
| Paniers à 3 points tentés  | 14               | @ Raptors de Toronto    | 5 décembre 2007  | 11       | @ Lakers de Los Angeles     | 26 avril 2007 |
| Lancers francs réussis     | 11               | 2 fois                  | 2 fois           | 8        | 2 fois                      | 2 fois        |
| Lancers francs tentés      | 12               | 2 fois                  | 2 fois           | 8        | 2 fois                      | 2 fois        |
| Rebonds offensifs          | 4                | Pistons de Détroit      | 23 avril 2012    | 3        | @ Trail Blazers de Portland | 7 mai 2016    |
| Rebonds défensifs          | 9                | 76ers de Philadelphie   | 17 novembre 2006 | 8        | @ Spurs de San Antonio      | 19 avril 2008 |
| Rebonds totaux             | 10               | 76ers de Philadelphie   | 17 novembre 2006 | 8        | @ Spurs de San Antonio      | 19 avril 2008 |
| Passes décisives           | 12               | Grizzlies de Memphis    | 11 novembre 2006 | 5        | Clippers de Los Angeles     | 16 mai 2006   |
| Interceptions              | 6                | 2 fois                  | 2 fois           | 3        | Lakers de Los Angeles       | 2 mai 2007    |
| Contres                    | 2                | 8 fois                  | 8 fois           | 1        | 11 fois                     | 11 fois       |
| Balles perdues             | 7                | 2 fois                  | 2 fois           | 4        | 2 fois                      | 2 fois        |
| Minutes jouées             | 48               | @ Jazz de l'Utah        | 18 novembre 2006 | 47       | @ Lakers de Los Angeles     | 4 mai 2006    |

- Double-double : 5
- Triple-double : 0

## Salaires
| Saison      | Équipe      | Salaire      |
| ----------- | ----------- | ------------ |
| 2003-2004   | Suns        | 809 280 $    |
| 2004-2005   | Suns        | 870 000 $    |
| 2005-2006   | Suns        | 930 600 $    |
| 2006-2007   | Suns        | 1 679 733 $  |
| 2007-2008   | Suns        | 5 600 000 $  |
| 2008-2009   | Suns        | 6 100 000 $  |
| 2009-2010   | Suns        | 6 600 000 $  |
| 2010-2011   | Raptors     | 7 100 000 $  |
| 2011-2012   | Raptors     | 7 600 000 $  |
| 2012-2013   | Washington  | 1 229 255 $  |
| 2013-2014   | Suns        | 104 034 $    |
| 2014-2015   | Warriors    | 1 448 490 $  |
| 2015-2016   | Warriors    | 2 500 000 $  |
| Total Gains | Total Gains | 42 571 392 $ |